# Cneo Cornelio Léntulo (cónsul 18 a. C.)
Cneo o Gneo Cornelio Léntulo (en latín: Gnaeus Cornelius L. f. Lentulus) fue un senador romano en el siglo I a. C. que fue elegido cónsul en 18 a. C. Su padre fue un Lucio Cornelio Léntulo.